# Bonnetia roraimae
Espèce
Bonnetia roraimae est une espèce de plantes à fleurs de la famille des Bonnetiaceae.

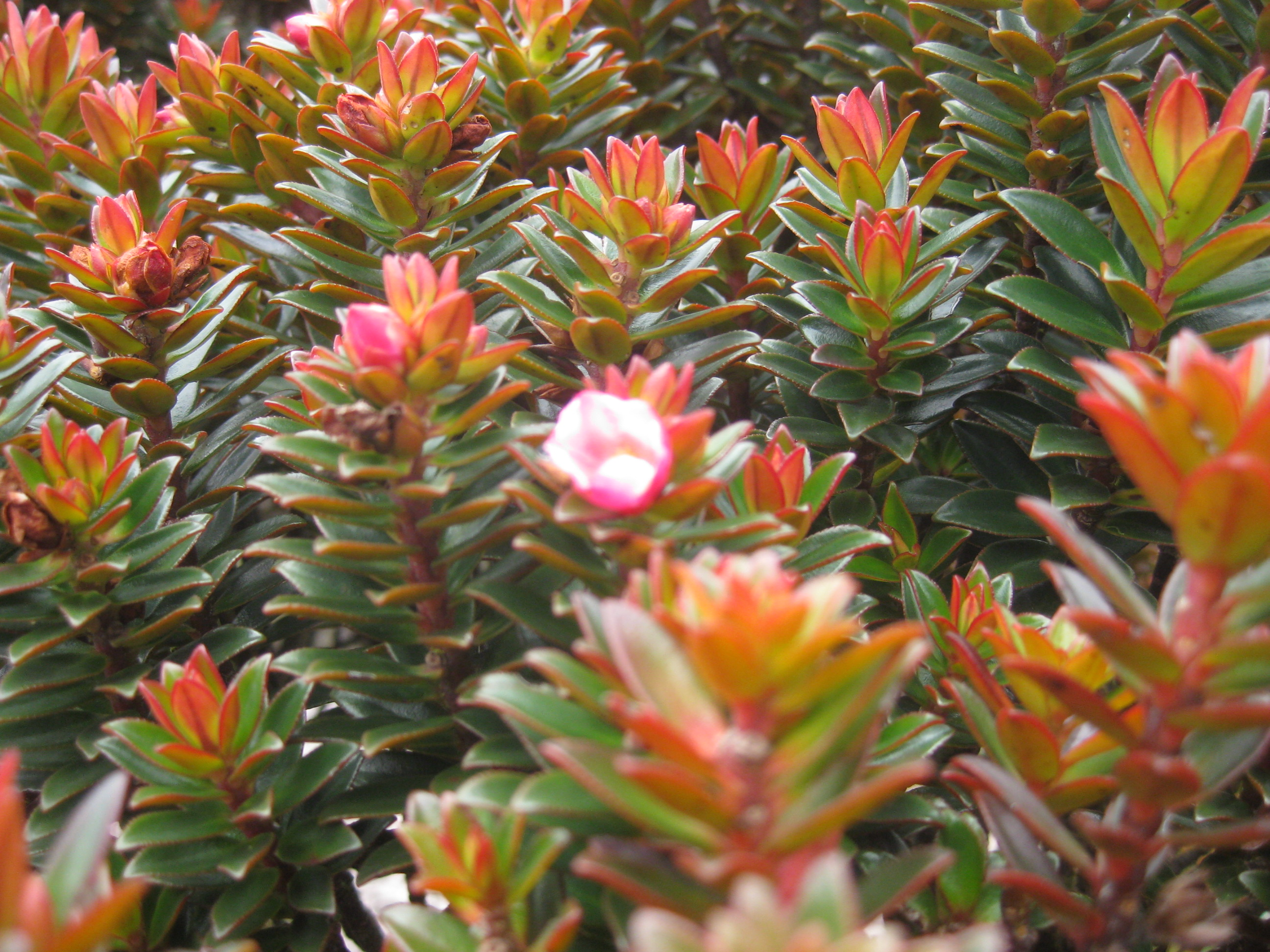
Détail des feuilles.